# Armeniermöwe

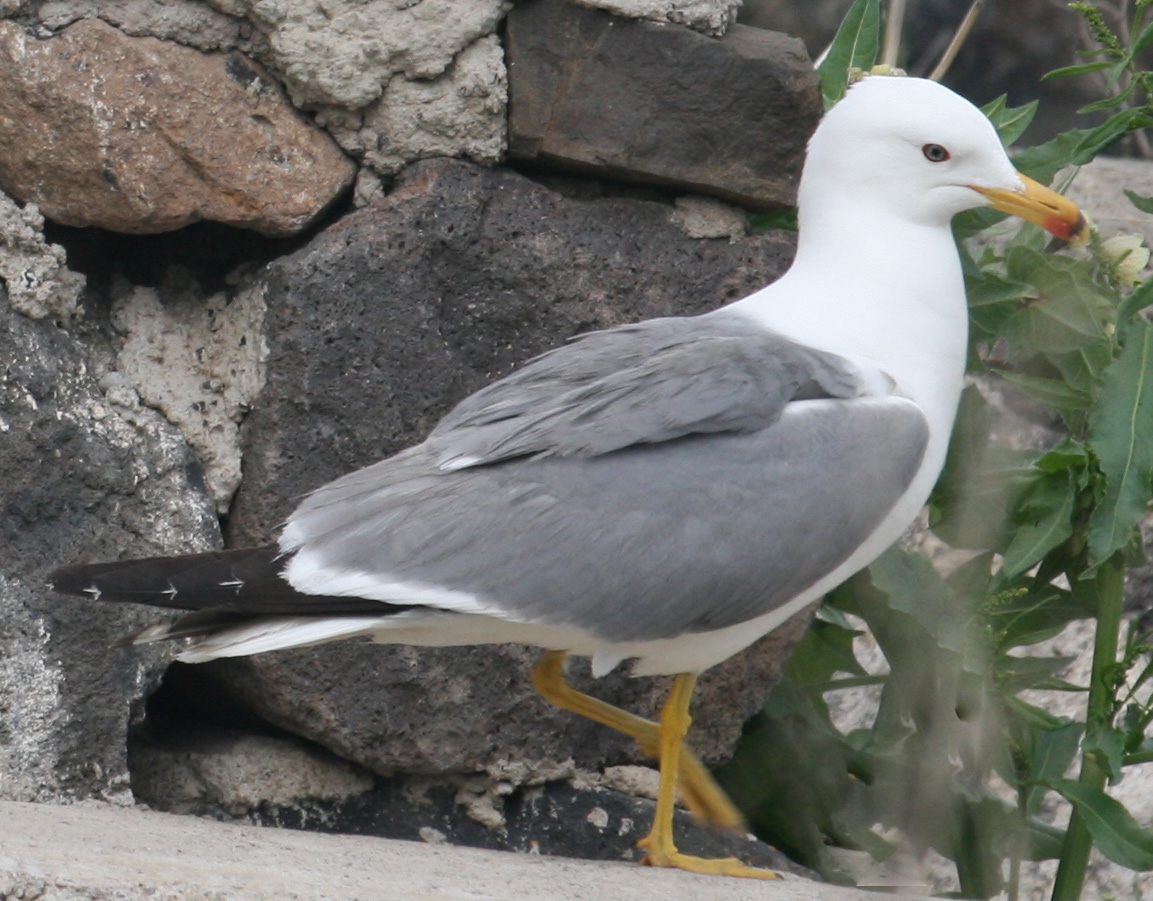
Armeniermöwe in der Nähe von Sewanawank, Seitenansicht

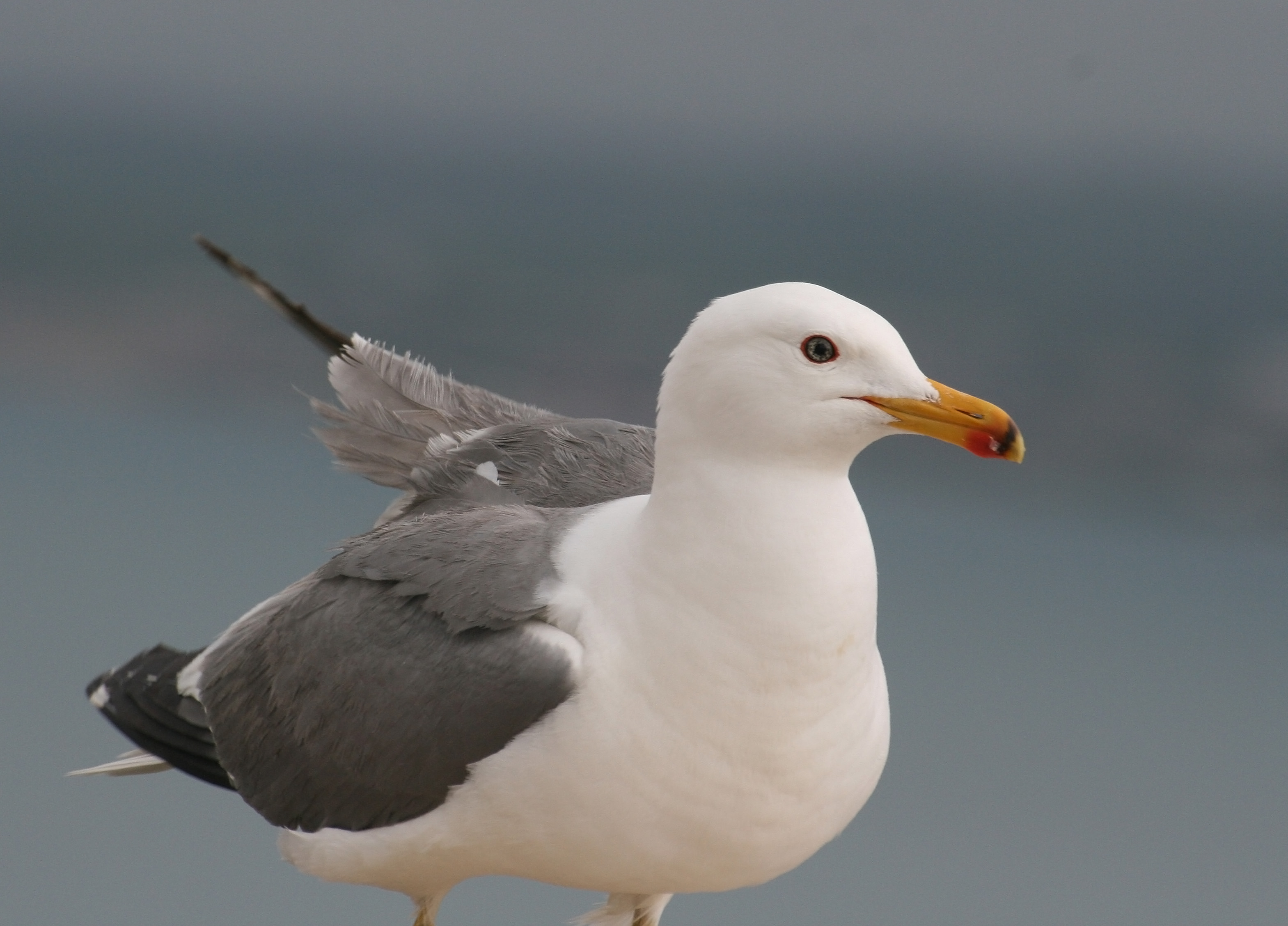
Armeniermöwe, Seitenansicht

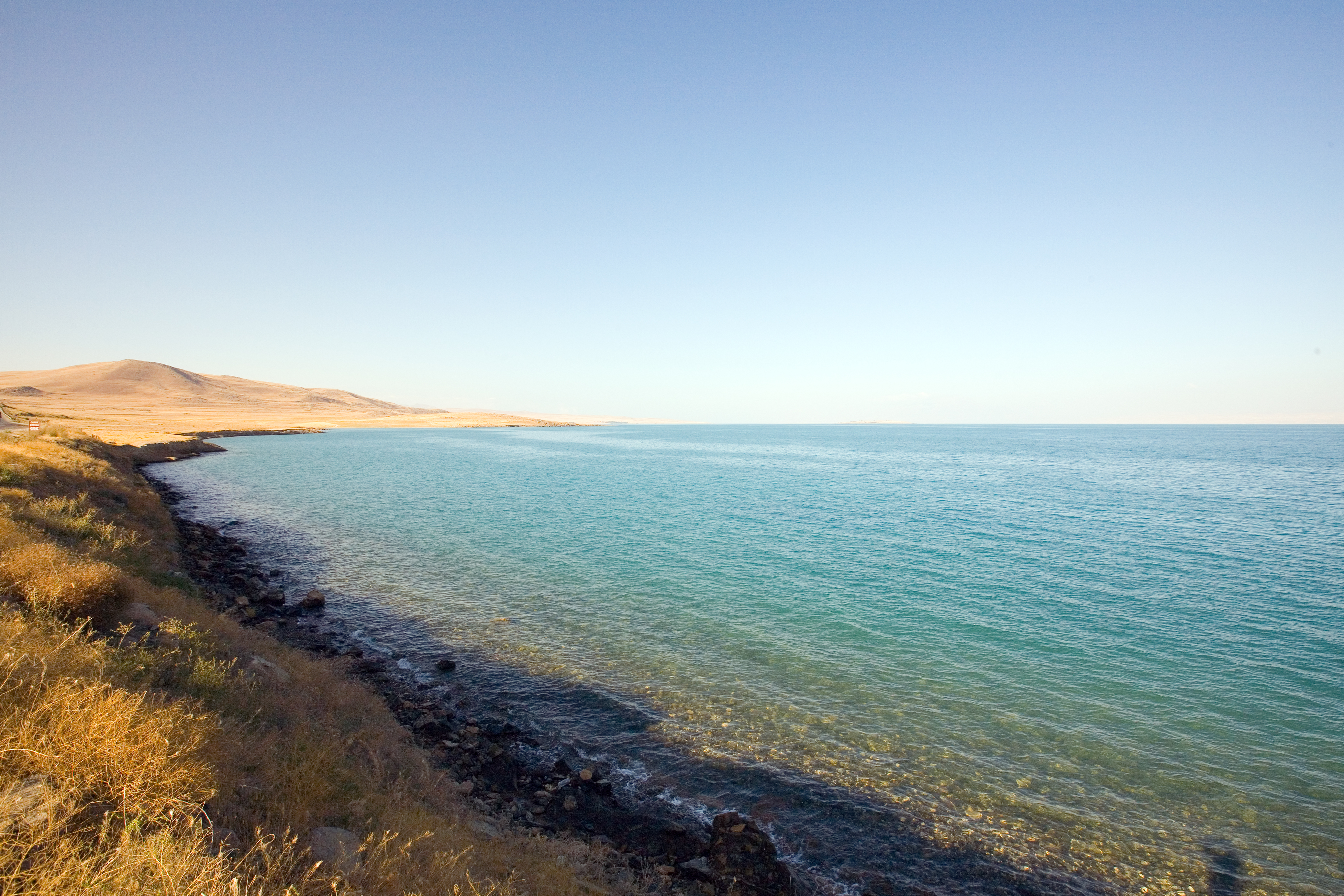
Der Van Gölü (Vansee) in der Türkei, an dem sich eine der vier bedeutenden Armenniermöwenkolonien befindet

Die Armeniermöwe (Larus armenicus) ist eine Vogelart innerhalb der Möwen (Laridae). Sie wird von manchen Autoren als Unterart der Mittelmeermöwe angesehen, mit der sie lokal hybridisiert. Aufgrund von Untersuchungen der mitochondrialen DNA sowie von Verhaltens- und Gefiedermerkmalen billigen ihr aber seit Ende der 1990er Jahre zahlreiche andere Autoren Artstatus zu. Die Brutkolonien der Armeniermöwe liegen an Bergseen in Kleinasien und im Kaukasus, wo die Art in den Ländern Armenien, Türkei, Iran und möglicherweise in Georgien vorkommt. Die Überwinterungsgebiete liegen im Osten des Mittelmeers, im äußersten Norden des Roten Meeres und vielleicht auch am Persischen Golf.

## Beschreibung
Die Armeniermöwe gehört mit einer Körperlänge von 52–60 cm und einer Flügelspannweite von 120–140 cm zu den mittelgroßen Larus-Arten. Sie ist der nahe verwandten Mittelmeermöwe sehr ähnlich, insgesamt aber etwas kleiner und oberseits dunkler. Das Auge ist oft dunkler und der zwischen 41 und 57 mm lange Schnabel wirkt relativ kurz und stumpf.

### Adultkleider

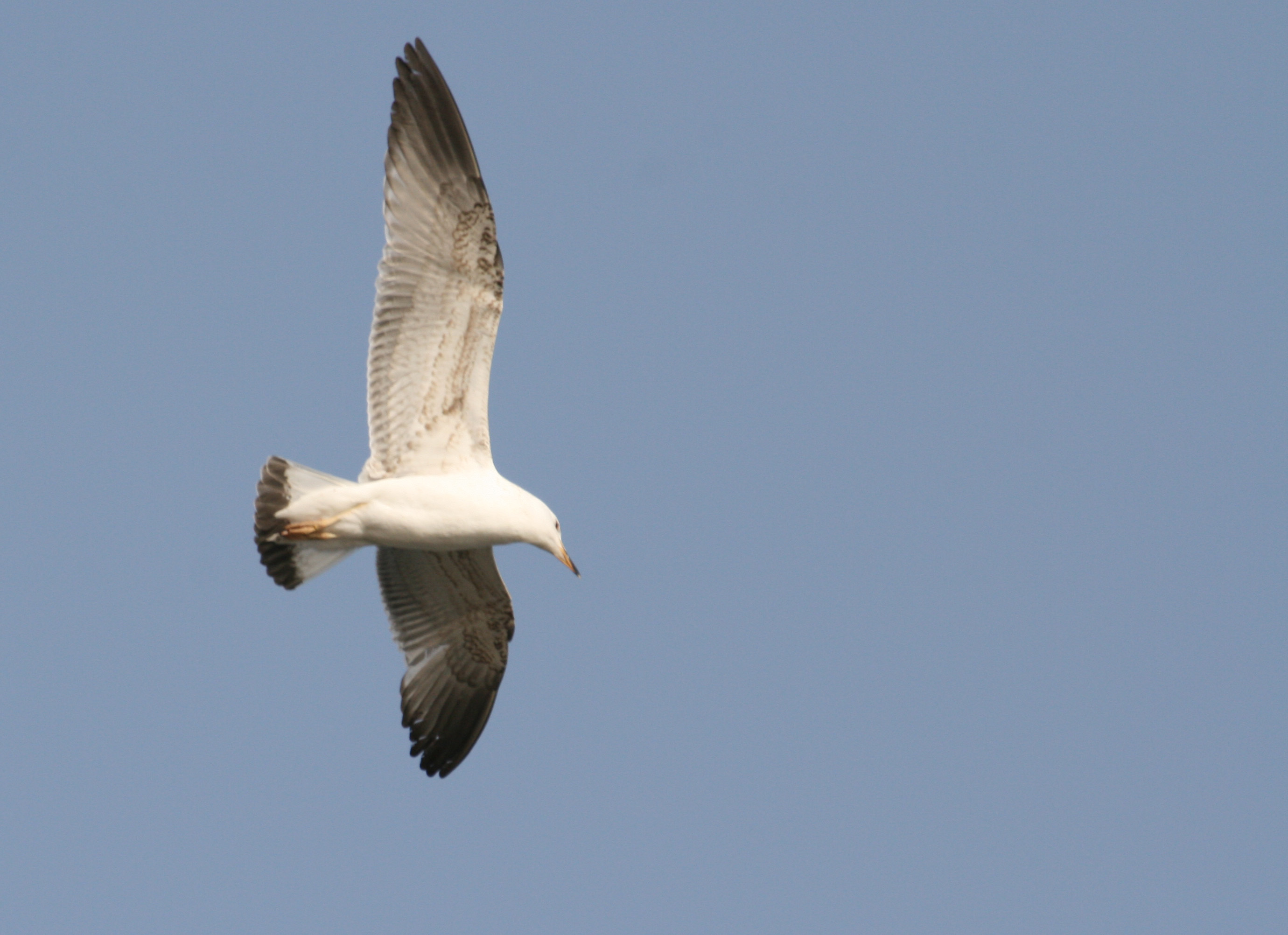
Armeniermöwe im Jugendkleid

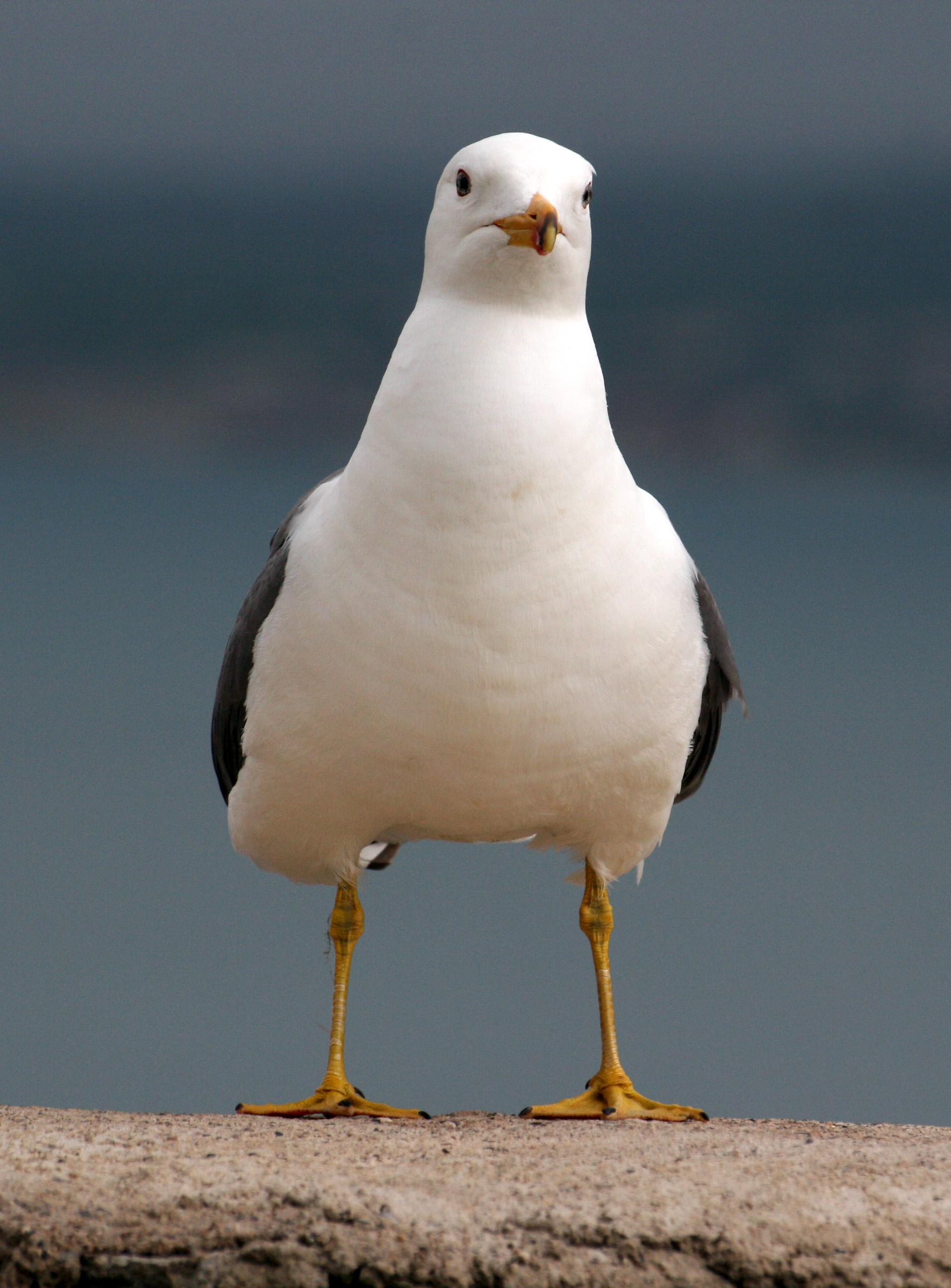
Adulte Armeniermöwe von vorn

Adulte Vögel im Brutkleid haben einen schmutziggelben bis orangegelben Schnabel mit einem roten Gonysfleck und schwarzen Markierungen vor der Schnabelspitze, die oft (auch im Brutkleid) als subterminales Band ausgeprägt sein können. Die Schnabelspitze ist oft etwas aufgehellt, so dass der Schnabel vierfarbig wirkt. Im Winterkleid wird der rote Gonysfleck von der schwarzen Ringzeichnung meist weitgehend verdeckt. Die Iris ist recht variabel. Bei einem überwiegenden Teil der Vögel ist sie dunkel oder dunkel gefleckt, ein geringerer Prozentsatz zeigt eine helle Iris. Im Winterkleid ist sie dunkler und nur bei wenigen Vögeln gelb. Der Orbitalring ist rot. Die Beine sind sowohl im Brut- als auch im Winterkleid gelb, im Winter eher ins grünliche spielend, im Sommer oft eher orangegelb.
Das Kopf-, Brust- und Unterseitengefieder ist im Brutkleid weiß. Im Winterkleid ist der Kopf fein, Nacken und Brustseiten sind etwas kräftiger braun gestrichelt. Die Oberseite ist mittelgrau, der Flügelhinterrand weiß und auf dem Armflügel relativ breit. Der Handflügel zeigt eine relativ kompakte, oft dreieckig wirkende, schwarze Spitze, die bis auf die äußeren Handdecken reichen kann. Ein weißes Subterminalfeld ist meist nur auf der äußeren, zehnten Handschwinge ausgeprägt und die weißen Handschwingenspitzen sind relativ schmal, so dass sie im Sommer bisweilen nahezu ganz abgetragen sind. Der Schwanz ist komplett weiß.

### Immature Kleider
Das Jugendkleid der Armeniermöwe ähnelt dem der Mittelmeermöwe, ist aber vor allem unterseits weniger dicht gestrichelt und die dunkel gestrichelte Augenmaske ist weniger auffällig. Auch im ersten Winterkleid bleibt die Ähnlichkeit bestehen, besonders die großen Armdecken erinnern aber mit ihrer verhältnismäßig gleichmäßigen Musterung an das erste Winterkleid der Silbermöwe. Zudem zeigt der innere Handflügel ein helles Feld. Im zweiten Winter zeigen sich auf dem Rücken bereits graue Federn, das Körpergefieder wirkt heller als im ersten Winter und der Bürzel ist bereits reinweiß. Die Schirmfedern weisen oft ausgedehnt weiße Spitzen und Säume auf und der Schnabel hellt sich auf. Im dritten Sommer ist das Schwarz auf der Flügelspitze oft noch ausgedehnter als bei adulten Vögeln und es sind teils noch Reste einer dunklen Schwanzbinde zu erkennen. Vögel im vierten Winter lassen sich von adulten Tieren nicht mehr unterscheiden.

## Stimme
Die Stimme der Armeniermöwe wird als schrill und heiser beschrieben und ist weniger melodisch als die der Silbermöwe. Das „Jauchzen“ (long call) klingt – wie auch bei der Steppenmöwe – hektisch und aufgeregt. Die für die Steppenmöwe typische „Albatrosspose“ fehlt aber.

## Verbreitung und Bestand

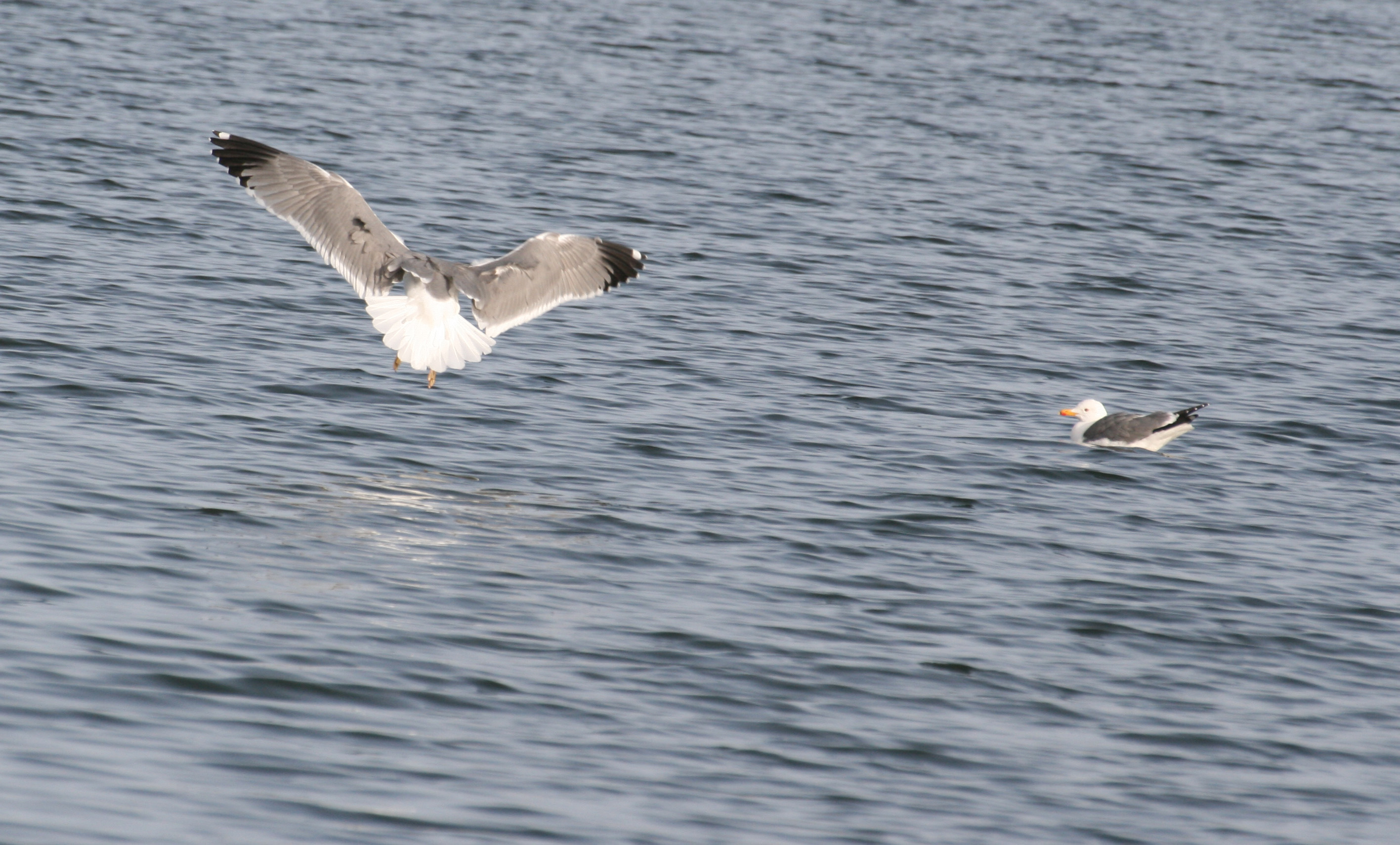
Armeniermöwen auf dem Sewansee

Das Verbreitungsgebiet der Armeniermöwe in Kleinasien und im Kaukasus erstreckt sich über Teile der Länder Armenien, Türkei und Iran, möglicherweise kommt die Art auch in Georgien vor. Der Gesamtbestand wird auf 23.000 bis 25.000 Brutpaare beziffert. 98 % des Bestands brüten in vier Kolonien. Die größte mit 11.000–13.000 Paaren befindet sich am Sewansee in Armenien. Eine weitere am Arpilich-Reservoir war ehemals bedeutend, umfasste aber 1999 – vermutlich aufgrund störender Aktivitäten und Absammeln der Eier – nur noch 15 Brutpaare. In der Türkei kommt die Art mit 2000 Brutpaaren auf der Insel Çarpanak Adası im Van Gölü (Vansee) vor, 500 Paare brüten zudem am Tuz Gölü in Zentralanatolien und 40–50 am Beyşehir Gölü. Der iranische Bestand umfasst etwa 4000–5000 Paare, die nur an einem See brüten. Der Bestandstrend war zwischen 1930 und 1960 negativ, darauf folgte ein starkes Ansteigen sowie lokal ein starker Einbruch in jüngerer Zeit.

## Wanderungen
Die Armeniermöwe ist ein Teilzieher, der vermutlich auf dem Zug dem Verlauf großer Flüsse in Richtung Küste und größerer Ästuare folgt. Die Hauptüberwinterungsgebiete liegen im östlichen Mittelmeerraum, wo sich in Israel ab August bis zu 60.000 Exemplare einfinden. Der Höhepunkt des Eintreffens liegt dort meist zwischen Oktober und Dezember. Die größten Ansammlungen bestanden dort aus 15.000–20.000 Vögeln. In geringeren Zahlen überwintert die Art auch in Nordägypten. Winternachweise liegen von Sizilien, dem Schwarzen und dem Kaspischen Meer sowie den Golfstaaten (Oman, Vereinigte Arabische Emirate, Bahrain) und dem nördlichen Indischen Ozean vor. Mögliche Verwechslungen mit der Unterart L. f. barabensis der Heringsmöwe lassen vor allem die Nachweise im Süden und Osten der Arabischen Halbinsel fraglich erscheinen.

## Lebensraum
Die Armeniermöwe kommt außerhalb der Brutzeit an Küsten und Binnengewässern vor, brütet aber ausschließlich an Bergseen bis in 1900 m Höhe. Die Kolonien liegen dort in Schilfbeständen, auf steinigen oder grasbewachsenen Uferflächen oder in landwirtschaftlich genutzten Bereichen.

## Systematik

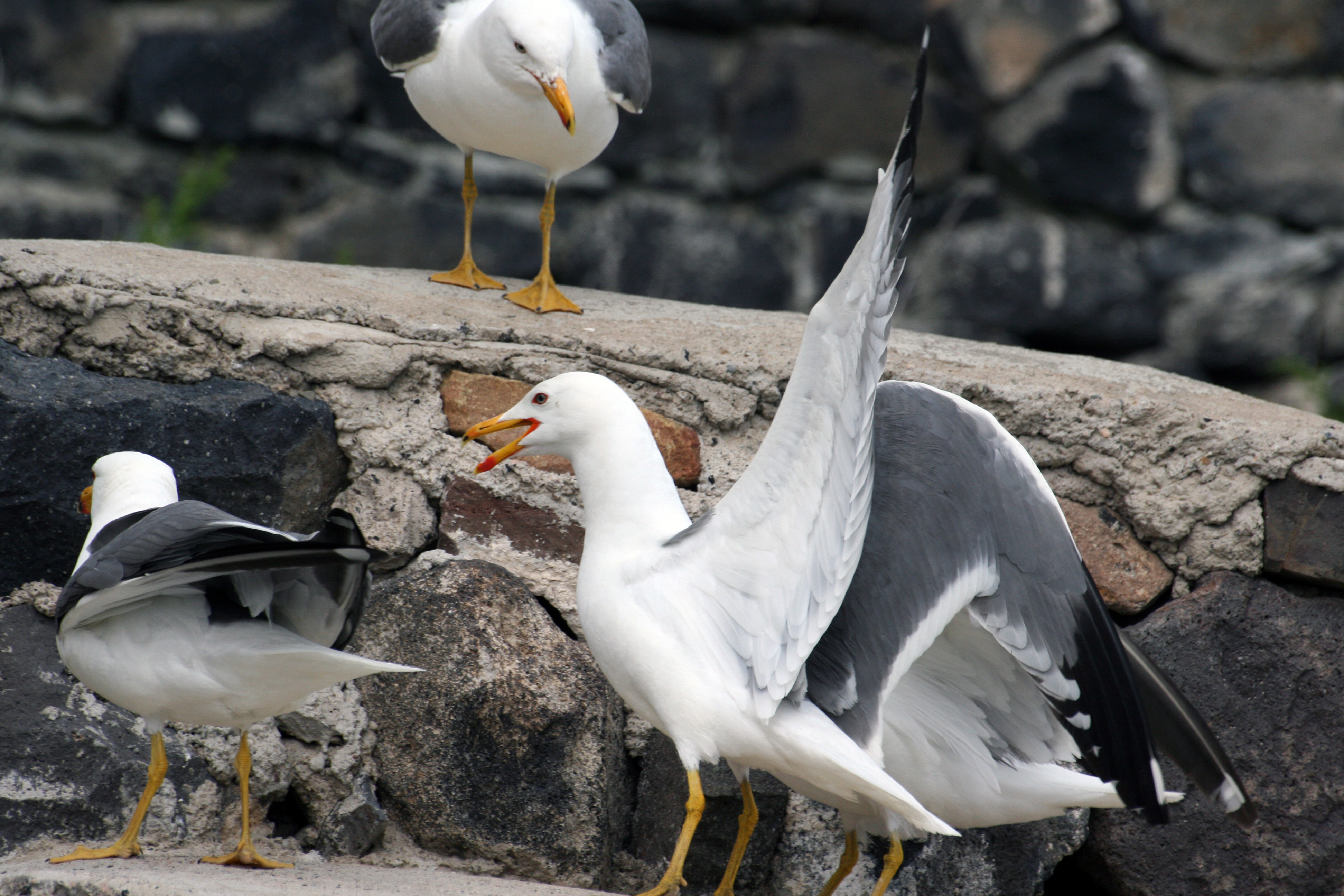
Kämpfende Armeniermöwen

Die Armeniermöwe wurde 1934 von Sergei Alexandrowitsch Buturlin als Unterart von Larus taymirensis beschrieben – einem Möwentaxon, dessen Nominatform heute als Unterart der Heringsmöwe (Larus fuscus) oder der „Tundramöwe“ (L. (f.) heuglini) betrachtet wird. Im Zuge der kontroversen Diskussionen um eine Neuordnung der „weißköpfigen Möwen“ innerhalb der Gattung Larus vertraten dann in den 1960er Jahren einige Autoren die Ansicht, armenicus müsse Artrang eingeräumt werden. Begründet wurde dies u. a. von Pierre Devillers mit der außergewöhnlichen Schnabelzeichnung. Wenn dies auch durchaus auf einen Konsens stieß, wurden konkrete Untersuchungen erst 1999 von Dorit Liebers und Andreas Helbig durchgeführt. Diese ergaben, dass im Hauptverbreitungsgebiet von armenicus ein überwiegender Prozentsatz aller Vögel eine stabile Merkmalskombination aufweist, durch die sie sich deutlich gegen michahellis abgrenzen. Im Westen des Verbreitungsgebiets hingegen gibt es viele Vögel eines intermediären Typs, der oft aufgrund des Phänotyps nicht eindeutig zuzuordnen ist. Dies deutet auf eine Vermischung der beiden Formen hin, was durch genetische Befunde unterstützt wird. Mitochondriale Haplotypen, die für michahellis typisch sind, sind in der Westtürkei häufig, im Osten des anatolischen Hochlands aber gar nicht mehr zu finden. Dies deutet zum einen auf eine reproduktive Isolation hin, zum anderen auf einen Genfluss von michahellis hin zu armenicus. Vermutlich steht die Armeniermöwe auf einer Entwicklungsstufe zwischen Unterart und biologischer Art und bildet das Schwestertaxon der Mittelmeermöwe. Ihr ist daher ein entsprechender Rang in der Taxonomie zuzuordnen.

## Belege

### Einzelbelege
1. 1 2 3  K. M. Olsen / H. Larsson (2003), S. 300, s. Literatur
2. ↑  K. M. Olsen / H. Larsson (2003), S. 304, s. Literatur
3. ↑  Liebers (2000), S. 55, s. Literatur
4. 1 2 3 4 5 6  K. M. Olsen / H. Larsson (2003), S. 301, s. Literatur
5. ↑  Olson / Larsson (2003), S. 300–307, s. Literatur
6. 1 2  Liebers (2000), S. 53, s. Literatur
7. ↑  K. M. Olsen / H. Larsson (2003), S. 304, s. Literatur
8. ↑  Del Hoyo et al., s. Literatur
9. ↑  S. A. Buturlin: Larus taimyrensis armenicus, subsp. nov. in Short notes [1934] Ibis ser. 13 (4): 171–172, s. Weblinks
10. ↑  Jürgen Haffer: Systematik und Taxonomie der Larus argentatus-Artengruppe in Urs N. Glutz von Blotzheim, K. M. Bauer: Handbuch der Vögel Mitteleuropas, Band 8/I, Charadriiformes (3. Teil), Schnepfen-, Möwen- und Alkenvögel, AULA-Verlag, ISBN 3-923527-00-4
11. ↑  Liebers (2000), S. 64f sowie Collins (2008), S. 352, s. Literatur